# Кастільйоне-ді-Гарфаньяна
Кастільйоне-ді-Гарфаньяна, Кастільйоне-ді-Ґарфаньяна (італ. Castiglione di Garfagnana) — муніципалітет в Італії, у регіоні Тоскана,  провінція Лукка.
Кастільйоне-ді-Гарфаньяна розташоване на відстані близько 310 км на північний захід від Рима, 80 км на північний захід від Флоренції, 35 км на північ від Лукки.
Населення — 1841 особа (2014).

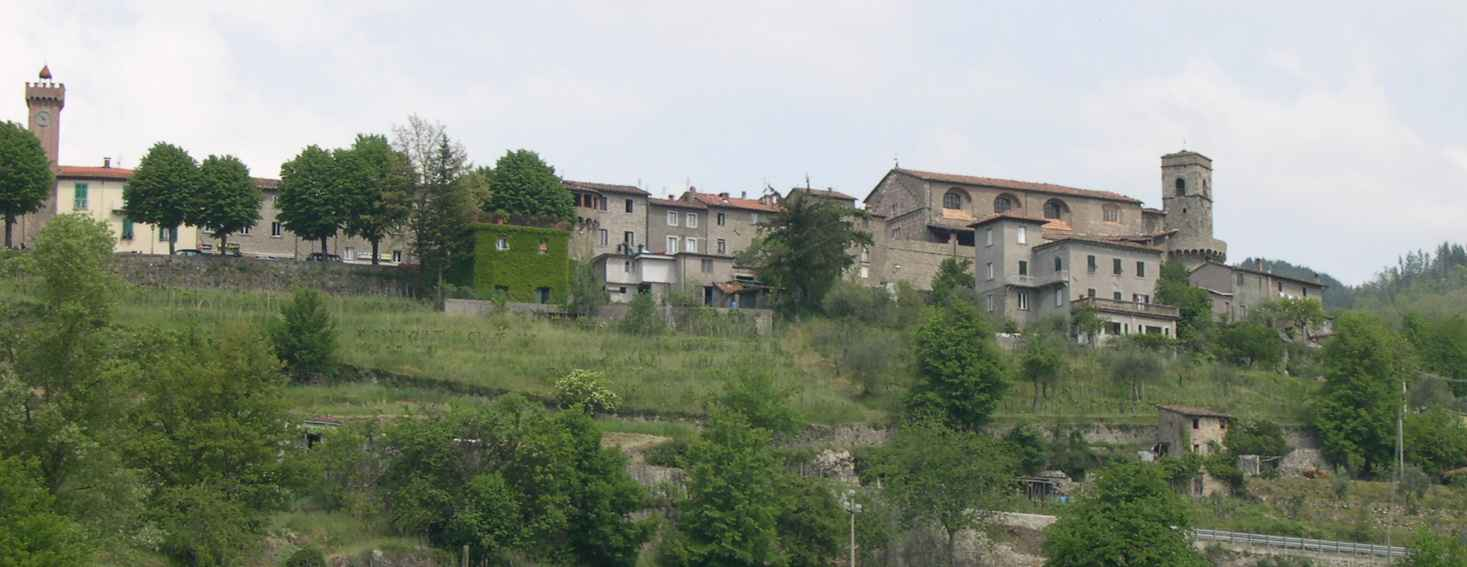

Щорічний фестиваль відбувається 16 липня. Покровитель — Madonna del Carmine .

## Демографія
Населення за роками:

Станом на 1 січня 2023 року в муніципалітеті офіційно проживало 70 іноземців з 14 країн, серед них 32 громадяни країн Євросоюзу та 3 громадяни України.

## Сусідні муніципалітети
- Фрассіноро
- П'єве-Фошіана
- П'євепелаго
- Вілла-Коллемандіна
- Вілла-Міноццо